# Epipristis nelearia
Epipristis nelearia là một loài bướm đêm trong họ Geometridae.